# Plouisy
Plouisy é uma comuna francesa na região administrativa da Bretanha, no departamento Côtes-d'Armor. Estende-se por uma área de 23,7 km². Em 2010 a comuna tinha 2 233 habitantes (densidade: 94,2 hab./km²).